# 가사문학면
가사문학면(歌辭文學面)은 전라남도 담양군의 남부에 위치한 면이다. 면적은 43.553km2이고, 2024년 기준 인구는 약 1천277명이다.

## 역사
- 1914년 4월 1일 : 부군면 통폐합에 따라 남면(南面)으로 시작하였다.

| 조선총독부령 제111호  |                                                     |
| 구 행정구역           | 신 행정구역                                         |
| 창평군 내남면(內南面) | 남면 경상리, 연천리, 정곡리, 지곡리, 학선리         |
| 창평군 외남면(外南面) | 남면 가암리, 구산리, 만월리, 무동리, 인암리, 풍암리 |
- 2019년 2월 19일 : 송순의 《면앙정가》(俛仰亭歌), 정철의 《성산별곡》(星山別曲) 등 18편의 가사 문학 작품이 전해지는 곳임을 기리기 위하여 면의 이름을 가사문학면으로 개칭하였다.

## 법정리
- 가암리(柯岩里)
- 인암리(仁岩里)
- 연천리(燕川里)
- 풍암리(豊岩里)
- 지곡리(芝谷里)
- 경상리(京相里)
- 구산리(九山里)
- 만월리(滿月里)
- 무동리(茂洞里)
- 정곡리(鼎谷里)
- 학선리(鶴仙里)

## 관광
- 소쇄원